# 莱希 (组织)
莱希（Lehi；希伯來語發音：[ˈleχi]；希伯來語： Lohamei Herut Israel – Lehi，“以色列自由战士—莱希”），常被蔑称为“斯特恩帮”，是一个由亚伯拉罕·斯特恩在巴勒斯坦托管地建立的锡安主义准军事组织。其公开目标是借用武力将英国当局驱逐出巴勒斯坦，允许犹太人不受限制地移居巴勒斯坦，并建立犹太国家，一个“新的极权主义的希伯来共和国”。此组织在1940年8月建立，当时称为“以色列国家军事组织”但一个月后更名为莱希。
莱希1940年从军事组织伊尔贡分裂，以在第二次世界大战时继续对抗英国。莱希一开始寻求同法西斯意大利和纳粹德国合作，以将纳粹占领下的欧洲的所有犹太人转移到巴勒斯坦作为条件，提议与他们并肩作战。莱希认为纳粹德国相比于英国而言对犹太人威胁较低，故两次试图与纳粹结盟。二战期间，该组织宣称会以“民族主义和极权主义的原则”为基础建立犹太国家。1942年斯特恩去世后，莱希的新领导层趋向支持斯大林的苏联。1944年莱希正式宣布拥护民族布尔什维克主义。该组织宣称其民族布尔什维克主义涉及对左翼和右翼政治元素的融合——斯特恩声称莱希融合了左派和右派的元素——然而这一改变不得人心，莱希因此失去他人青睐。
莱希和伊尔贡两组织被认为需为代尔亚辛村大屠杀负责。莱希多次袭击巴勒斯坦托管地政府，其中便包括了对英国驻中东大臣莫因男爵的暗杀。1948年5月29日，以色列政府在将莱希的积极分子召入以色列国防军后，正式解散莱希，虽然其部分成员在几个月后又执行了另一次恐怖袭击，即对瑞典外交官福克·伯纳多特的谋杀，此行径遭到了伯纳多特调停官职务的接班人拉尔夫·本奇的谴责。以色列在1949年2月14日大赦莱希成员。1980年，以色列设立莱希勋表以“纪念为以色列建国而斗争时采取的行动”。前莱希成员伊扎克·沙米尔在1983年成为以色列总理。

## 成立

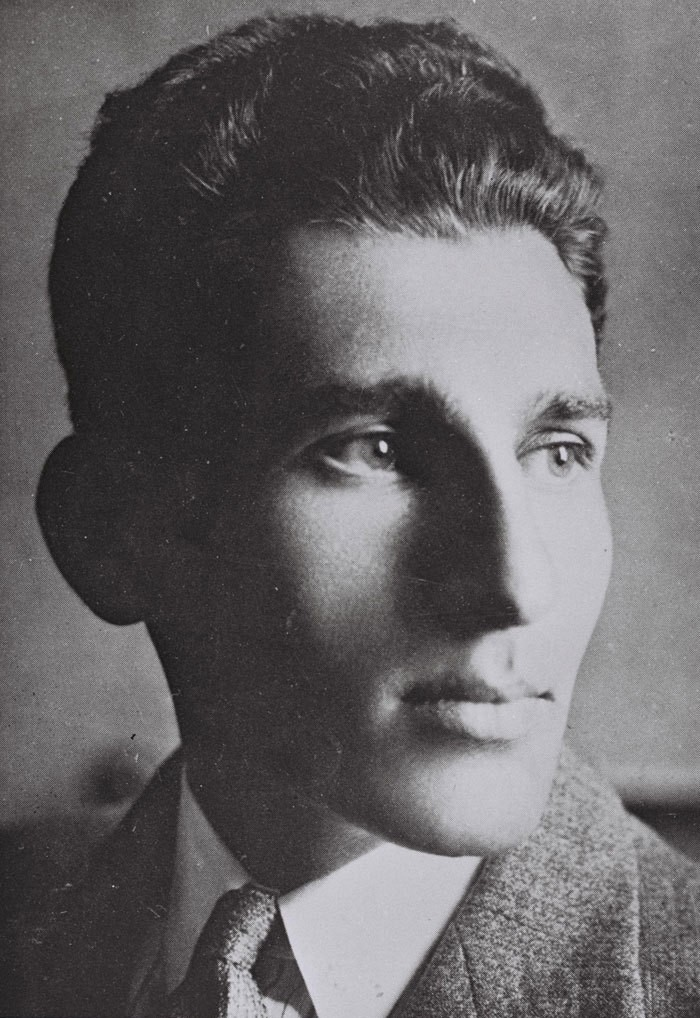
亚伯拉罕·斯特恩

莱希于1940年8月由亚伯拉罕·斯特恩建立。斯特恩此前为伊尔贡（“国家军事组织”）高层成员。当时第二次世界大战如火如荼，英国正与纳粹德国作战。时任伊尔贡最高指挥官泽埃夫·亚博京斯基决定外交和与英国合作会更加有利于犹太复国事业。在战争期间伊尔贡停止了对英国的地下军事行动。
斯特恩坚称锡安主义外交时机已尽，此时应武装抗击英国。正如其他锡安主义者，他反对1939年白皮书，此白皮书限制了犹太人在巴勒斯坦的移民和土地购买。对斯特恩而言，“希特勒和张伯伦没有区别，达豪或布痕瓦尔德集中营的建立也与以色列大门被封闭无区别”。
斯特恩希望让巴勒斯坦对所有从欧洲流亡的犹太难民开放，并认为这是当时最重要的议题。英国不会接受此主张。因此，斯特恩总结，“依舒夫”（巴勒斯坦犹太人）应当对抗英国而非在战争中支持他们。当伊尔贡与英国签订合约，斯特恩离开伊尔贡自立门户，称其为“以色列国家军事组织”（Irgun Tsvai Leumi B'Yisrael），后称为“以色列自由战士”（Lohamei Herut Israel）。
斯特恩及其党羽认为为阻止犹太国家的“外国占领者”而死徒劳无功。他们将“犹太人之敌”（英国）和“仇恨犹太人者”（纳粹）分辨开来，认为前者当被击败，后者可被摆布。
1940年9月，此组织被正式命名为“莱希”。
1940年，最终解决方案仍被认为是“毫无可能的”，斯特恩认为希特勒希望通过种族迁徙而非灭绝来达到清除德国国内犹太人的目的。1940年12月，莱希甚至与德国联络，提出在德国对中东的征服中提供帮助，以换取其对一个不限制移民的犹太国家的认可。

## 目标与手段
莱希有三大目标：

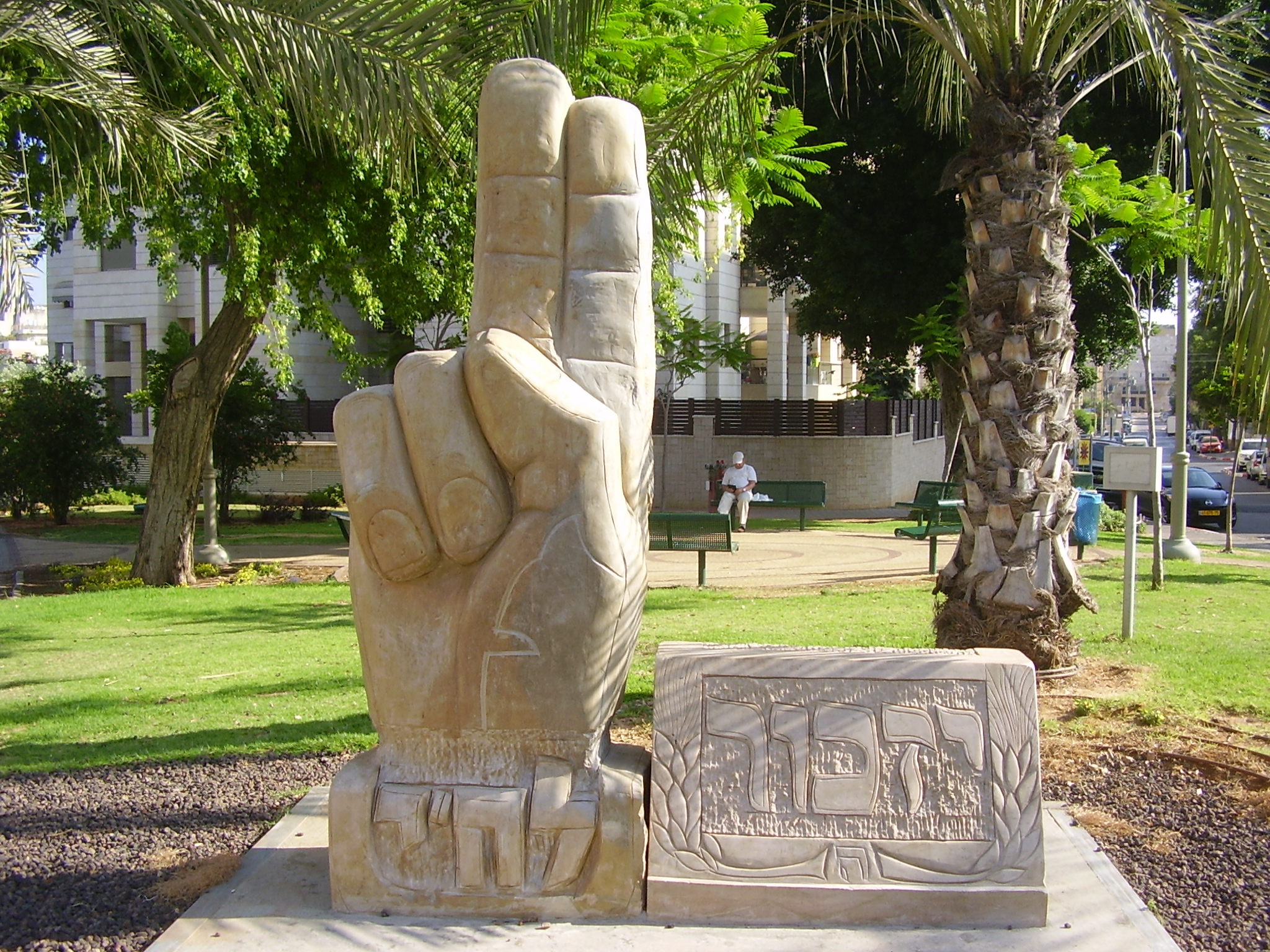
佩塔提克瓦的莱希纪念雕像。半紧握的拳头，其典故在《塔纳赫·诗篇》137:5。

- 团结所有有志于解放的人士（即愿意参与抵抗英国的人士）。
- 作为唯一活跃的犹太军事组织现身于世间。
- 以武力夺取以色列之地。[26]

莱希在其早年间认为通过以犹太军事援助作为交换，在国际上寻求强有力的盟友来将英国势力驱逐出巴勒斯坦，便可达到自身目的；这需要建立一个人数众多而训练有素的军队来“显示其通过军事行动实现自由的欲求”。
莱希也自认为是“恐怖分子”，他们也许是最后如此自我定位的组织之一。
莱希地下报纸《前线》（He Khazit）一篇题为《恐怖》的文章如此写道：

犹太伦理或犹太传统都不能将恐怖主义排除出战斗手段之外。就我们的民族战争持续的情况而言，我们毫无道德顾虑。我们面前有妥拉的指引，其道义超过世上其他的任何法律：“你需将他们屠戮殆尽。”
但首要的是，恐怖主义对我们而言是在当前条件下进行的政治战役的一部分，而且其有很大的作用：用清楚的声音，向整个世界，以及我们在这片土地之外处在水深火热之中的同胞，宣告我们正与占领者作战。
我们对其道德败坏已众人皆知的敌人绝不留情。

此文章提出恐怖主义的目的：

- 它是为了对抗那些躲藏在其所起草的公文与法律后面的真正的恐怖分子。
- 它不直接针对人民，它只针对酋首。因此它很有效。
- 如果它也能将依舒夫从其自满情绪中唤醒，那便是好上加好。

亚伯拉罕·斯特恩被暗杀后的三位领导人之一，伊扎克·沙米尔，如此为莱希行动的合法性辩护：

有些人说谋杀（T·G·）马丁（英国刑侦局人员，曾在犯罪嫌疑人中认出沙米尔）是恐怖主义，但称袭击军营是游击战争，而用炸弹轰击平民是正规战争。但我认为，从道德上讲，上述三者均是同等行径。是否用原子弹轰炸一座城市就比暗杀几个人好呢？我不这么认为。但没有人说杜鲁门总统是恐怖分子。我们所针对的个人——威尔金、马丁、麥邁克等等——都是其本人有意继续与我们为敌的。

因此，针对特定目标是更有效率和道德的手段。在任何情况下，这是我们的唯一可行方法，因为我们太弱小了。对我们而言，这不是关于士兵职业荣誉的问题，而是关于一种思想，一个应当被实现的目标的问题。我们的所作所为在圣经中有很多先例可循，比如基甸和参孙的事迹。这对我们的思想有一定影响。我们也借鉴其他争取自由的民族的历史——俄国与爱尔兰革命者，朱塞佩·加里波第与约瑟普·布罗兹·铁托。

## 复兴18条原则

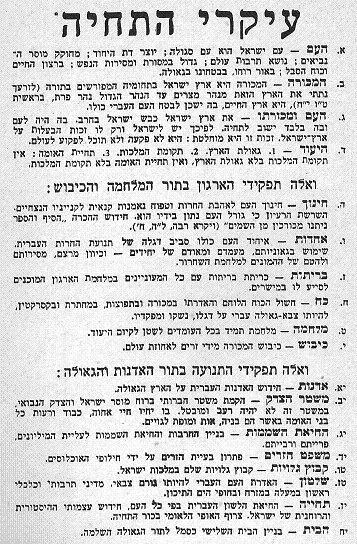
复兴18条原则

亚伯拉罕在其杂文《复兴18条原则》中提出莱希的指导思想：
1. 民族：犹太民族为契约民族，一神教的创始者，先知教导的阐述者，人类文明的旗手，先辈光荣基业的保卫者。犹太人习于自我牺牲和忍受苦难；其视野，生存能力和信念坚不可摧。
2. 祖国：祖国是由圣经划定界线的以色列之地。（“当那日，耶和华与亚伯兰立约，说，我已赐给你的后裔，从埃及河直到伯拉大河之地。”——《塔纳赫·创世纪》）这是生存之地，将是整个民族安全地生活的所在。
3. 民族与其土地：以色列用剑征服这片土地，在此成为伟大国家，也只能在此复兴。因此以色列对这片土地享有所有权。这是绝对权利，不曾失效也将永不失效。
4. 目标
  1. 收复故土。
  2. 确立主权。
  3. 振兴民族。
不收复故土就不能确立主权，不确立主权就不能振兴民族。

下面是此组织在战争与征服时期的目标：
1. 教育：教育整个民族要热爱自由并积极地保卫以色列的不朽遗产。反复灌输民族是其自身主宰的理念。重新确立“剑与书一同从天而降”（《利未记米德拉什》35：8）的信条。
2. 统一：将整个民族统一在希伯来自由运动的旗帜下。将个人的才能、地位和资源，能量以及大众的革命热情集中于民族解放战争之中。
3. 盟约：与所有有意协助本组织的斗争运动并提供直接支持的人士和势力签订盟约。
4. 军队：加强并增大在祖国与海外的，以及在地下与兵营之中的武装力量，以使其成为拥有自己的旗帜、武装和指挥官的希伯来解放军。
5. 战争：持续与阻碍目标实现的势力作战。
6. 征服：从外国统治中收复故土，并使江山永固。

这些是该组织在主权与光复时期的任务：
1. 主权：在收复的故土上重建希伯来主权。
2. 公义的统治：以犹太道德和先知道义的精神建立社会秩序。在这样的社会秩序下没有人会挨饿或失业。所有人都将活在和谐，互相尊重与友爱之中，垂范世间。
3. 振兴荒野：重建废墟，振兴荒野，以迎接大规模移民和人口增长。
4. 外族：通过交换人口解决外族（即巴勒斯坦阿拉伯人）问题。
5. 流散者回归：让海外犹太人全部回归其祖国。
6. 强权：希伯来国家将会成为中东与环地中海沿岸的第一流军事。政治。文化与经济强国。
7. 复兴：复兴希伯来语为整个民族的口头语言，复兴以色列的历史与精神力量。以复兴之火净化民族精神。
8. 圣殿：建立第三圣殿作为标志着全面复兴的新时代的象征。

## 与法西斯主义和社会主义的关系
和左翼的哈加纳与右翼的伊尔贡不同，莱希并非由持同一政治、宗教或经济意识形态的人士组成。该组织是一群志在将以色列之地从英国统治中解放出来的民兵的集合。莱希的大多数领袖将其组织定义为反帝国主义运动，称他们对英国在巴勒斯坦的殖民统治的反对并非基于特定政策，而是因为外国势力在犹太人家园的存在。亚伯拉罕·斯特恩将英国托管视为“外国统治”，而不论英国具体政策如何，即使当局施行仁政，他仍会采取激进态势对抗这样的帝国主义。
以色列建国初年，几乎所有政党都有一些前莱希成员支持。一些莱希领导人成立了名为战士名单的左翼政党，拿单·耶林-莫尔为其首领。该党参与1949年以色列立法选举，赢得一个议席。一些前莱希成员在1956年建立闪族行动，寻求基于与中东其他原住民形成的反殖民主义联盟，建立一个囊括以色列及其阿拉伯邻居的区域性联邦。
一些作家称莱希的真实目标是建立极权国家。 培林格和维恩伯格称此组织的意识形态将“其世界观确立在准法西斯极右翼思想上，以排外思想、使个人屈从于民族需要的民族本位主义、反自由主义、对民主的完全否定和高度中央集权化政府为特征。”培林格和维恩伯格称大多数莱希成员倾心于意大利法西斯运动。
其他人反对这些主张。他们注意到莱希的建议者亚伯拉罕·斯特恩曾在法西斯意大利学习，在当地他拒绝加入也面向外国留学生的大学法西斯组织，即便其成员可以获得很大程度的学费减免。

## 组织的演变和战术
莱希的很多战斗人员都曾受过专业训练。一些人曾在位于法西斯意大利奇维塔韦基亚的军校入读。另一些人在1938年到1939年间从波兰军队的教官那里接受军事训练。他们在沃伦省特罗兴布罗德（佐菲乌夫卡），罗兹附近的波登宾，和安德雷胡夫附近的森林受训。训练内容包括使用爆炸物。其中一人随后称：
波兰人视恐怖主义为一门科学。我们已精通破坏由水泥、铁、木头、砖块和尘土建成的结构物的数学原理。
组织开始的行动并不成功。早期通过犯罪行为筹集经费的举措，譬如1940年在特拉维夫发动的一起银行抢劫，和1942年1月9日曾导致犹太人路人被害的另一起抢劫，都曾使组织暂时崩溃。莱希又曾设法暗杀罗德的英国秘密警察头目，导致三名警员被杀，包括两名犹太人和一名英国人，这起暗杀激起英国和犹太当权者的强烈回应，使两者合作应对此组织。

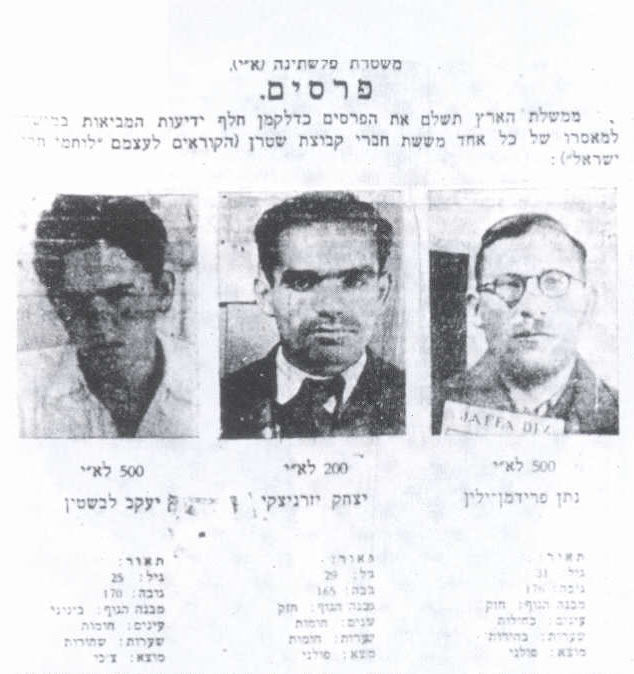
巴勒斯坦警察隊通缉令，悬赏斯特恩帮成员：雅科夫·莱夫斯坦（埃利亚夫）、伊扎克·耶泽尔尼茨基（沙米尔）和拿单·耶林-莫尔

英国当局视斯特恩帮为恐怖组织，曾派保安处（军情五处殖民地分支）人员追捕其领导人。1942年，斯特恩被捕后，被刑事调查局督察杰弗里·J·莫顿射杀，死况存在争议。其他几个成员的被捕导致该组织暂时消失匿迹，直到1942年其中两位领导人伊扎克·沙米尔和埃利亚胡·吉拉迪在另外两位逃犯拿单·耶林-莫尔（弗里德曼）和伊斯雷尔·伊利达（谢卜）的协助下越狱后，组织才恢复生气。（吉拉迪随后被莱希内部杀害，死况不明。）沙米尔代号“迈克尔”，源自沙米尔敬仰的英雄之一迈克尔·柯林斯。莱希受乌里·兹维·格林伯格和伊斯雷尔·伊利达等精神和哲学领袖指引。吉拉迪被杀后，组织领导者为由伊利达、沙米尔和耶林-莫尔构成的三人组。
莱希接受了反帝国主义思想的非社会主义纲领。在此思想下，英国对巴勒斯坦的继续统治被认为是对托管条款的全面侵犯，而其对犹太人移民的限制则被视为对国际法不可饶恕的侵犯。但他们也针对被其视为叛徒的犹太人，在1948年阿以战争中他们与哈加纳和伊尔贡一同行动针对阿拉伯目标，譬如代尔亚辛村。
根据纳赫曼·本-耶胡达整理的资料，莱希需为42起暗杀负责，这一数字比伊尔贡和哈加纳制造的暗杀的数目的加和还要多。在莱希制造的被本-耶胡达认为是政治性的谋杀当中，多达一半受害者为犹太人。
莱希也拒绝以色列犹太人机构及其相关组织的权威。此组织从成立起到解散前完全是独立行动的。
被英国抓捕的莱希囚徒在受到审判时拒绝作出辩护。他们只会宣读声明声称，法庭既然代表占领军，就对他们没有法律效力，因此也就是非法的。基于同样原因，莱希囚徒拒绝请求大赦，即便是非常明显大赦可以免除他们的死刑的时候也是如此。举例而言，曾有莱希成员摩西·巴拉扎尼和伊尔贡成员迈尔·费因斯坦利用藏入橙子之中的手榴弹自杀，以免让英国当局绞死他们。

## 战时与意大利和德国的联络

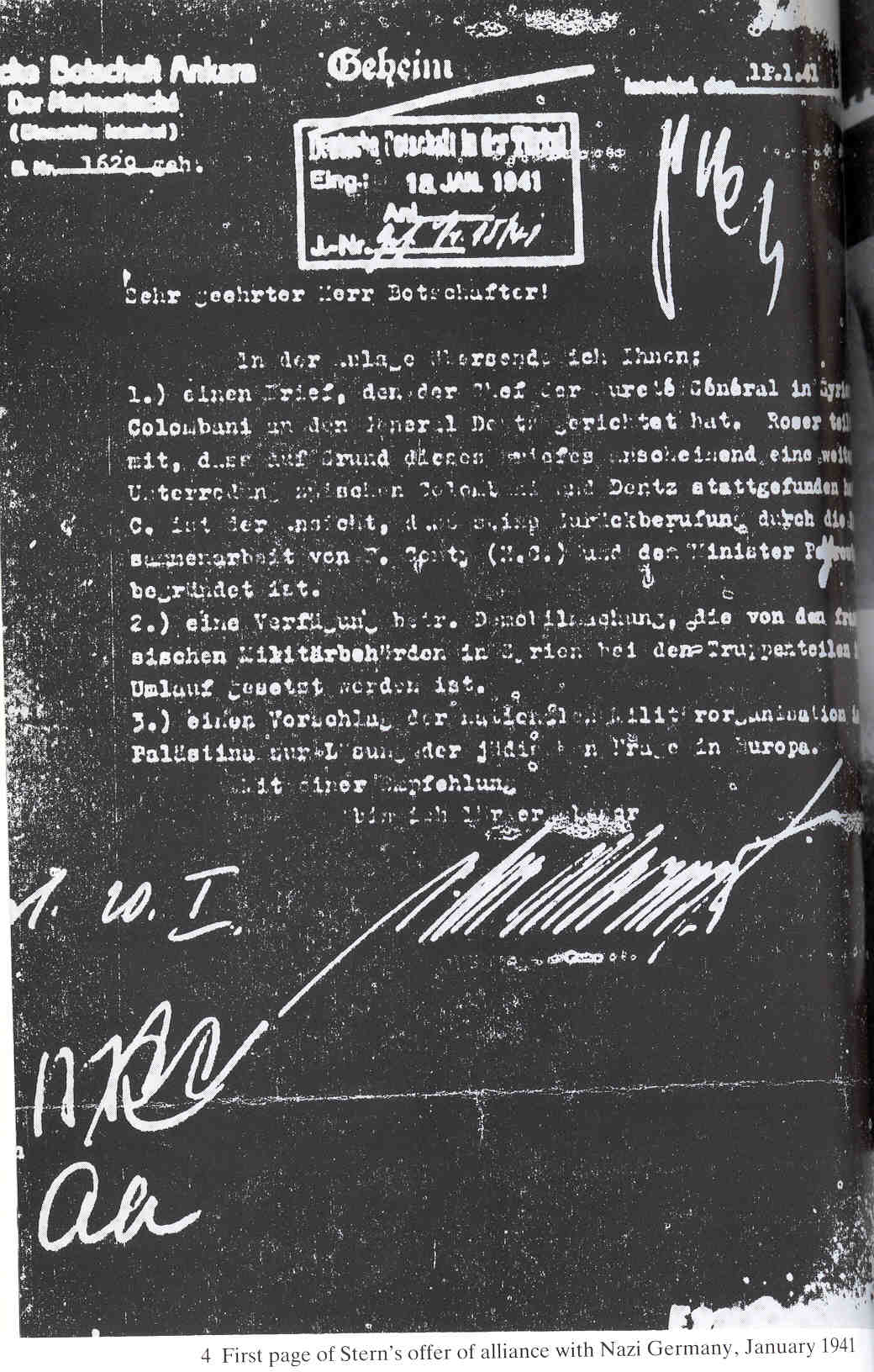
1941年1月的德语附信，附于一份关于与纳粹德国结盟的提议的说明之上，被认为由莱希发出。

1940年中期，斯特恩确信意大利人对于在巴勒斯坦成立犹太人的法西斯国家有兴趣。他通过中间人摩西·罗特施泰因与意大利当局展开协商，并起草被称为“耶路撒冷协议”的文件。为换取意大利对犹太人在巴勒斯坦主权的认可与其复国行动的支援，斯特恩保证锡安主义将接受法西斯意大利的保护，海法则是其基地，而耶路撒冷老城区除犹太区外都将由梵蒂冈统治。根据海勒的记载，斯特恩的提议将“使‘以色列王国’成为轴心国势力的卫星国”。
但是，“中间人”罗特施泰因实际上是伊尔贡的间谍，此时正与英国人合作，在伊尔贡驻海法情报头目伊斯雷尔·普利茨克的指挥下进行诱捕行动。与此事相关的英国秘密文件被历史学家伊利达·哈鲁维（现帕尔马赫档案馆馆长）披露，前伊尔贡情报人员伊扎克·伯曼确认。随后罗特施泰因的身份被揭发，莱希判处他死刑，并派雅科夫·埃利亚夫行刺，但此暗杀令未曾施行。然而，普利茨克在1943年被莱希暗杀。
1940年末，莱希认定德意志新秩序和犹太复国事业两者存在共同利益，向纳粹德国提议在二战期间缔结联盟。莱希提议帮助将欧洲犹太人迁移至巴勒斯坦，以换取德国援助将英国势力驱逐出巴勒斯坦托管地。1940年末，莱希代表纳夫塔利·卢本希克来到贝鲁特会见德方官员维尔纳·奥托·冯·亨蒂，后者也与哈瓦拉协议相关，这份协议提出自1933年起将犹太人及其资产转移到巴勒斯坦。卢本希克对冯·亨蒂称莱希并未展现其全部势力，并称他们有能力组织一系列全方面的反英行动。
莱希组织通过以下条件提供合作。莱希将会在中东和东欧有其组织的地方支援破坏与刺探行动。德国将会认可建立在巴勒斯坦（即以色列之地）的独立犹太国家，所有自愿或被政府强制离开欧洲的犹太人将获准不限人数地进入巴勒斯坦。
斯特恩也提议从欧洲占领区招募40000名左右犹太人在德国支持下进军巴勒斯坦以驱逐英国势力。1941年1月11日，德国驻土耳其海军武官拉尔夫·冯·德·马尔维茨中将提交报告（“安卡拉文件”）传达莱希的提议，在这份提案中，该组织将“在战争中积极参与德国一方”，以换取德国对“建立一个历史性的犹太国家”的支持，这个犹太国将“建基于民族主义和极权主义之上，通过一份条约依附于德意志帝国”。
根据耶林-莫尔的说法：
卢本希克并没有携带任何备忘录以提供给德国代表。如果存在这样的需求，他就会当场草拟相关文件，因为他对意大利“中间人”的先例和与之相关的众多草案相当熟悉。很显然亨蒂的一位秘书用自己的话语将提议的精髓记录下来。
根据约瑟夫·哈勒的说法：
他们在交谈中作出的备忘录是完全真实的文件，上面清晰印有“以色列IZL”的印章。
冯·德·马尔维茨将这份提议定为机密，上交给德国驻土耳其大使，1941年1月21日这份提议被送往柏林，再无下文。
1941年末，莱希再次试图联络纳粹，此次更不成功。秘使耶林-莫尔在能执行其使命前便于叙利亚被捕。
与纳粹德国结盟的企图使斯特恩和莱希失去很多支持。斯特恩帮也与维希法国安全部的黎巴嫩事务局有联络，并从中获得援助。

## 后续历史
作为人数从未超过几百人的组织，莱希依赖小规模而激进的行动以宣扬其理念。他们采取了沙俄的社会革命党和波兰社会党战斗组织以及爱尔兰共和军等组织的战术。为此，莱希采取了一系列小规模活动，如针对英方高官个人的暗杀（著名目标包括莫因男爵、刑侦局侦探、和犹太“通敌者”），和对士兵和警官的扫射。1946年，组织又采纳了向英国政治家邮递炸弹的策略。其他行动包括破坏基建目标，如桥梁、铁轨、电话线和电报线、和石油精炼厂，此外该组织还利用汽车炸弹袭击英方的军队、警察及行政设施目标。莱希通过私人捐款、勒索和银行抢劫获取行动资金。早时莱希与伊尔贡一同停止行动达六个月，以避免在哈加纳的狩猎季节行动中遭其攻击，后来莱希、哈加纳和伊尔贡在犹太抵抗运动中协同行动。犹太抵抗运动解散后，莱希再次独立行动，其行动为巴勒斯坦犹太人暴动的一部分。

### 暗杀莫因男爵
1944年11月6日，莱希在开罗暗杀了英国驻中东大臣莫因男爵。莫因男爵是英国在当地的最高级官员。伊扎克·沙米尔随后宣称，莫因男爵是因为他对中东阿拉伯联盟的支持，以及声称阿拉伯人在种族上比犹太人更高级的反犹演说而被暗杀的。此次暗杀震撼了英国政府，使时任英国首相温斯顿·丘吉尔勃然大怒。两位暗杀者埃利亚胡·贝特-祖里和埃利亚胡·哈基姆被捕，他们将对自己的审判用作政治宣传的平台。他们都被处决。1975年，两者遗体被运回以色列，并获得国葬待遇。1982年，以色列当局发行一套主题为“为以色列独立事业牺牲的烈士”的纪念邮票，上面有20位被称为“绞架烈士”的人士，贝特-祖里和哈基姆赫然在列。

### 特拉维夫停车场袭击
1946年4月25日，一支莱希部队袭击了特拉维夫一座由英国陆军第6空降师驻扎的停车场。在密集火力掩护下，莱希成员闯入停车场，近距离射击他们所遇见的士兵，从武器架上盗取步枪，埋设地雷以掩护撤退，并最终撤离。这次袭击导致7名士兵被杀，由此造成的愤怒情绪遍布英国驻巴勒斯坦安全部队。这种情绪导致英国部队针对犹太人的报复性暴力行为，英军同时惩罚性地在特拉维夫道路上施加宵禁并关停了该城的娱乐场所。

### 袭击海法警察局
1947年1月12日，莱希成员将一辆满载炸药的卡车驶入英国驻海法警察局引发爆炸，导致4人身亡，140人受伤。此事件被称为“世上首例卡车炸弹事件”。

### 欧洲行动

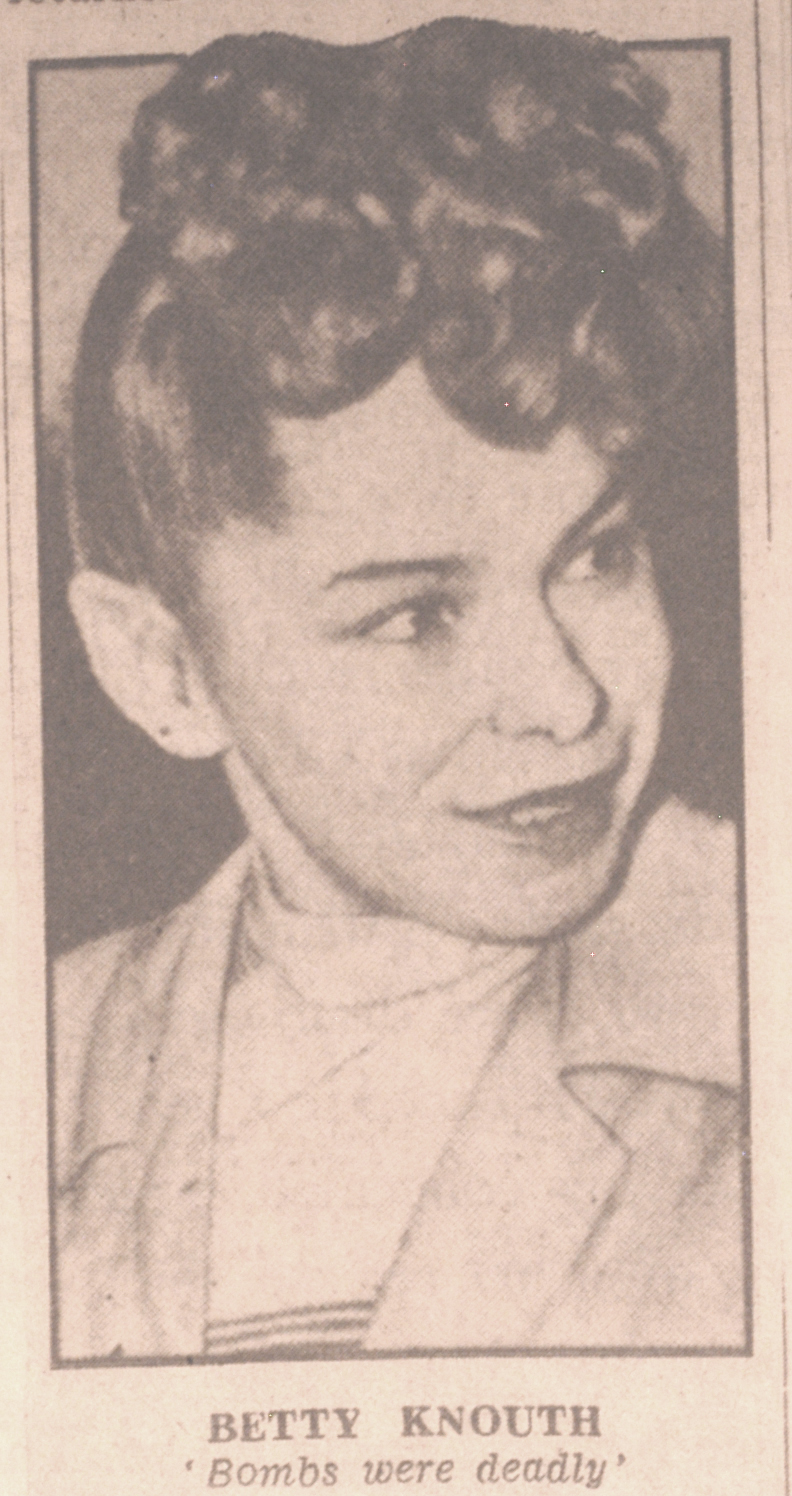
贝蒂·克努特，1948年8月24日摄于特拉维夫

在1946年10月炸弹袭击英國駐義大利大使館后，莱希又发动了一系列针对英国本土目标的行动。1947年3月7日，莱希成员在伦敦发动炸弹袭击，使英国殖民俱乐部严重受损，这间俱乐部是服务于来自英国在非洲和西印度群岛的殖民地的士兵和学生的娱乐场所，这起袭击事件也是莱希在英国本土唯一成功的行动。1947年4月15日，一颗内置有24根管状炸弹的爆炸装置被设置在白厅殖民地部。因为定时器存在问题，此装置未能爆炸。五周后，五位被指称属于莱希组织的人士在巴黎逮捕，他们被发现携带有制造炸弹的材料，其中有和在伦敦发现的属同一型号的炸弹。6月2日，两位莱希成员贝蒂·克努特和雅科夫·莱夫斯坦被从比利时引渡到法国。克努特的其中一个公文包中被发现有要寄往英国官员的信件，其中装有雷管、电池和定时引信。克努特被判处坐监一年，莱夫斯坦则被处以八个月监禁。他们被捕后不久，又有21枚寄往英国高层人士的信件炸弹被拦截。这些炸弹邮寄自意大利，目标包括贝文、艾德礼、丘吉尔和艾登。克努特化名吉尔贝特/伊丽莎白·拉扎勒斯。莱夫斯坦外出行动时化名雅各布·伊莱亚斯；他的指纹也证实他与几位巴勒斯坦警察被杀和一起针对英国高级专员的未遂暗杀有关。1973年，玛格丽特·杜鲁门写道，1947年时也有信件炸弹针对其父亲，时任美国总统哈里·S·杜鲁门。前莱希领导人耶林-莫尔承认有信件炸弹被寄往英方目标，但否认有任何炸弹被寄往杜鲁门。

### 针对修·特雷弗-罗珀的死亡威胁
1947年《希特勒的末日》（The Last Days of Hitler）出版后不久，莱希向此书作者修·特雷弗-罗珀发布死亡威胁，因为他对希特勒的描绘让莱希组织认为其试图撇清德国民众的责任。

### 开罗-海法线火车炸弹袭击事件
第一次中东战争前夕，莱希组织多次在开罗-海法铁路沿线埋设地雷。1948年2月29日，莱希在雷霍沃特以北埋设地雷，火车触雷造成28名英军士兵死亡，35人受伤。3月31日，莱希在宾亚米纳附近埋雷，造成40名平民死亡，60人受伤。

### 代尔亚辛村大屠杀

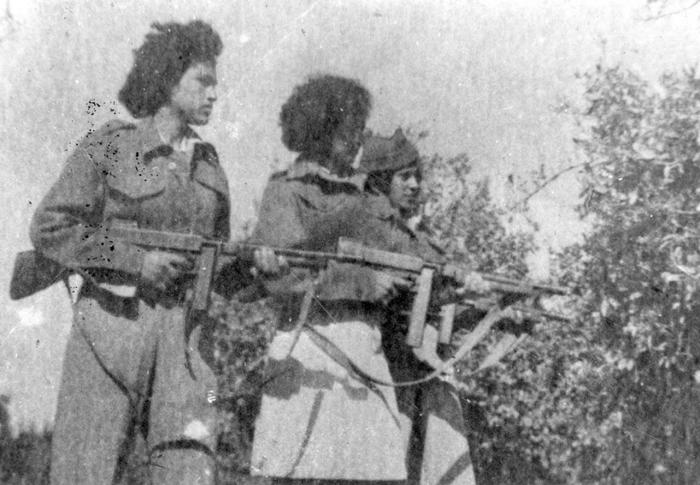
1948年的莱希女战士

对巴勒斯坦阿拉伯人村庄代尔亚辛的袭击是莱希组织最广为人知的行动之一。
英国撤离巴勒斯坦的数月前，阿拉伯联盟支持的阿拉伯解放军占领了在耶路撒冷至特拉维夫沿线的几个战略要点，以阻断耶路撒冷犹太区的物资供应。代尔亚辛便是这些要点之一。到1948年3月时，耶路撒冷与特拉维夫之间的道路已被阻断，耶路撒冷犹太区被包围。哈加纳发起了纳赫雄行动以突围。
4月6日，哈加纳攻击代尔亚辛以北两公里处的村庄阿尔盖斯泰尔，并占据了耶路撒冷与特拉维夫之间的道路。
随后，在1948年4月9日，莱希和伊尔贡约120名战士，与哈加纳协同作战，攻击并占领了代尔亚辛。这次袭击是在夜间进行，战斗情况扑朔迷离，村庄的很多平民居民被杀。这次行动对战争有很大影响，且至今仍是对巴勒斯坦人有极大影响的事件。
事件详情至今仍无定论。阿拉伯联盟方认定此次事件是一起大屠杀，造成254人死亡，并带有强奸与严重肢体损毁的情况。以色列调查机构声称实际死亡人数在100人至120人之间，没有大规模强奸的情况，但大多数死者为平民，且承认有些是被故意谋杀的。莱希和伊尔贡都否认有有组织的大屠杀存在。以斯拉·雅欣等前莱希成员提及进攻方的很多人被杀或受伤，并坚称阿拉伯人从每一栋建筑物中射击，死者中包括伊拉克和叙利亚军士兵，甚至有部分阿拉伯士兵穿着女装。
然而，犹太当局，包括哈加纳、最高拉比团、犹太事务局、和戴维·本-古里安都谴责这次袭击，支持了此次行动为大屠杀的观点。犹太事务局甚至向约旦国王阿卜杜拉一世寄信以表谴责、道歉与哀悼之情。
阿拉伯方的报告和犹太人方面的回应都有隐含动机：阿拉伯各国领导人试图鼓励巴勒斯坦人战斗而非投降，破坏锡安主义者在国际舆论中的名声，并促使本国民众支持进军巴勒斯坦。犹太领导人希望破坏伊尔贡和莱希的名声。
讽刺的是，阿拉伯方的报告在一个方面起到了反作用：受惊于这次事件的巴勒斯坦阿拉伯人并没有投降，但也没有战斗——他们逃离了巴勒斯坦，使以色列在不需作战也不需吸收很多阿拉伯人的情况下获取很多领土。
莱希类似地将发生在代尔亚辛村的事件解释为战争转为对犹太人有利的转折点。莱希领导人伊斯雷尔·伊利达随后在他关于其地下活动时期的回忆录中称“没有代尔亚辛，以色列国就不会成立”。
发生在代尔亚辛的事件对国际舆论并无很大影响。此事不仅增加了对阿拉伯国家政府的支持，也造成了很大压力，迫使这些国家进行干预，这对约旦国王阿卜杜拉一世尤为如此。在5月14日以色列宣布独立后，这位国王就不得不加入对巴勒斯坦的干预了。

### 解散
1948年5月31日，莱希正式解散，其成员被吸纳入以色列国防军，莱希与主流犹太人组织及随后的以色列组织的冲突就此结束，在合并过程中，原莱希领导人获得大赦。

### 刺杀福克·伯纳多特伯爵

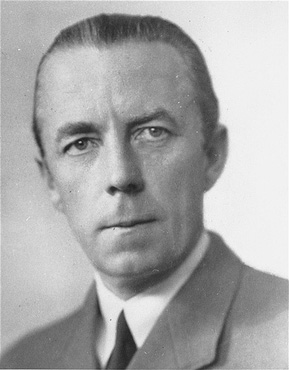
联合国调停官福克·伯纳多特伯爵1948年在耶路撒冷被“莱希”成员暗杀。

尽管莱希在1948年以停止全国范围内的运作，该组织仍在耶路撒冷活动。1948年9月17日，莱希成员刺杀联合国调停官福克·伯纳多特。这次行动由约书亚·泽特勒尔指挥，由以梅舒拉姆·马科韦尔领导的四人小组执行。联合国安全理事会称，“此种卑劣行动，似係耶路撒冷违法恐怖团体所为”。
刺杀事件的三天后，以色列政府通过防范恐怖主义条例，宣布莱希为恐怖组织。莱希的很多成员被捕，其中包括领导人拿单·耶林-莫尔和马蒂蒂亚胡·施穆莱维茨，两者在9月29日被捕。耶林-莫尔和施穆莱维茨被控领导恐怖组织，在1949年2月10日被分别判处8年和5年徒刑。然而，（临时）国务院很快宣布大赦莱希成员，这些人便被释放。

### 政坛中的前莱希成员
莱希领导层的部分人士成立了左翼政党战士名单，尚在狱中的耶林-莫尔是其首领。该党参与了1949年以色列立法选举，赢得一个议席。因为1949年2月14日对莱希成员的大赦，耶林-莫尔离开监狱进入议会。但是，该党在1951年以色列立法选举中一席未得后即告解散。
1956年，部分前莱希成员成立闪族行动，寻求以同中东的其他本土居民缔结的反殖民主义同盟为基础，建立一个包括以色列及其阿拉伯邻国的区域联邦。
并非所有前莱希成员在以色列建国后放弃政治暴力：有部分前成员加入军事组织以色列王国，也有人在1957年参与刺杀鲁道夫·卡斯特纳，也有人疑似牵涉对大卫-兹维·平卡斯的未遂暗杀行动。

莱希勋表

## 服务勋表
1980年，以色列设立莱希勋表，其由红色、黑色、灰色、浅蓝色与白色色带构成，授予希望佩戴它的前莱希地下组织成员，以纪念其“为以色列建国事业采取的军事行动”。

## 歌曲《无名战士》
歌曲《无名战士》的歌词和曲调都由亚伯拉罕·斯特恩在1932年伊尔贡草创时谱写。直到1940年与莱希组织分裂前，此歌一直是伊尔贡的组织歌曲，之后其成为莱希的组织歌曲。

## 莱希的著名成员
众多前莱希成员在以色列的公共生活中起到重要作用。

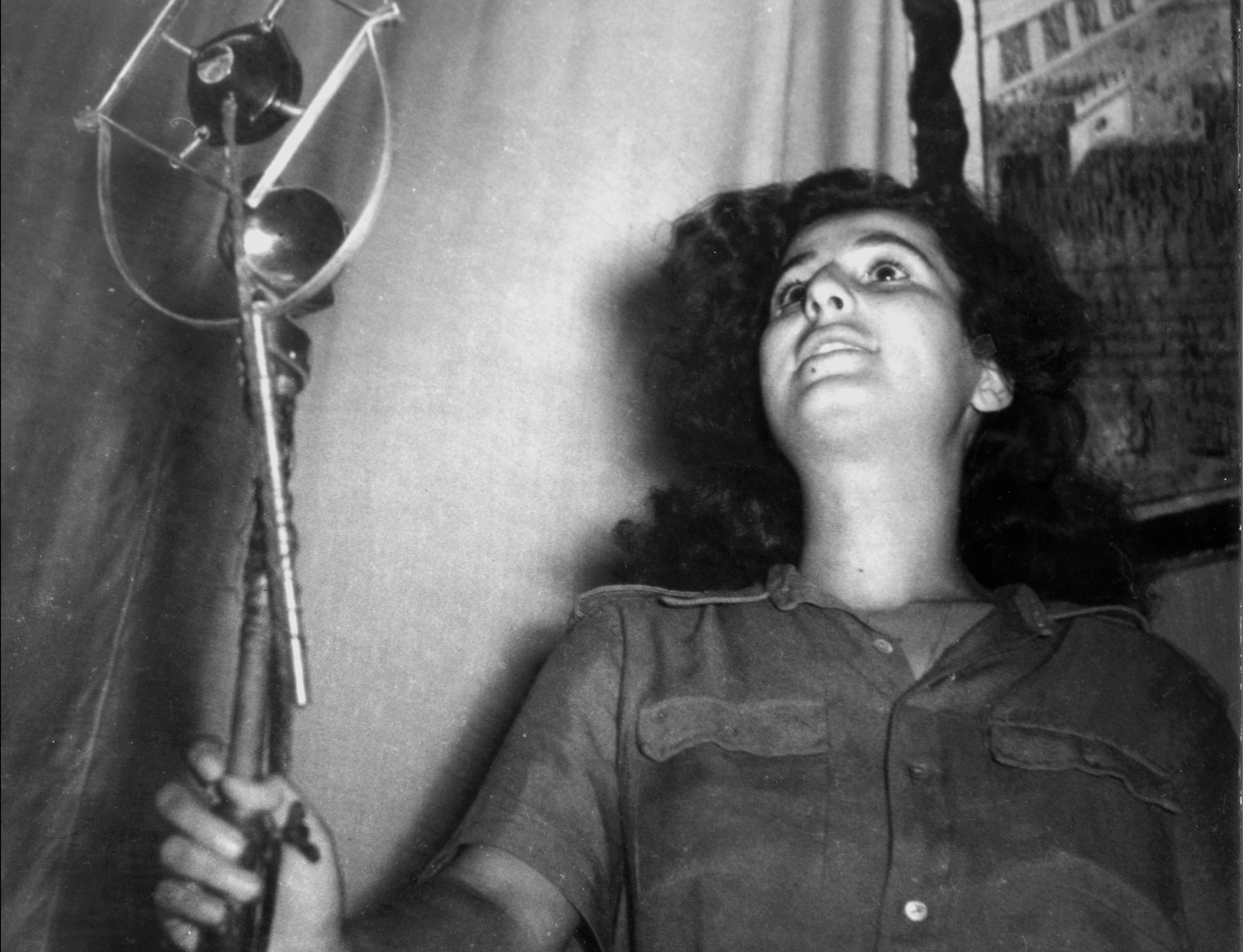
吉尔拉·科恩，莱希地下广播电台的播音员（1948年）

- 吉尔拉·科恩（英语：Geulah Cohen），以色列议会议员
- 伊斯雷尔·伊利达（英语：Israel Eldad），以色列民族阵营领导人
- 波阿斯·埃夫龙（英语：Boaz Evron），左翼记者
- 马克西姆·吉兰（英语：Maxim Ghilan），以色列记者、作家与和平活动家
- 乌里·兹维·格林伯格（英语：Uri Zvi Greenberg）
- 阿莫斯·凯南（英语：Eliyahu Hakim），作家
- 巴鲁克·科尔夫（英语：Baruch Korff）
- 伊扎克·沙米尔，1983至1984年间与1986年至1992年间以色列总理
- 希蒙·察巴尔（英语：Shimon Tzabar）
- 拿单·耶林-莫尔（英语：Natan Yellin-Mor），1949年至1951年间以色列议会议员，倡导同阿拉伯人的和平的左翼人士[87]